# Колодяжин
Колодя́жин — городище давньоруського волинського міста поблизу села Колодяжне Житомирської області, на правому високому березі річки Случ (притока Горині, басейн Дніпра). Пам'ятка археології України національного значення.

## Опис городища
Залишки городищ розташовані на крутому високому правому березі річки Случ, на околиці с. Колодяжне у північно-східній його частині, та мають форму овалу розміром 120 х 150 м. З південно-східного боку воно укріплене двома ровами і валами. Глибина зовнішнього рову під час розкопок дорівнювала 7 м.

## Історія
На території городища виявлені поселення пізнього етапу трипільської культури та поховання культури кулястих амфор. 

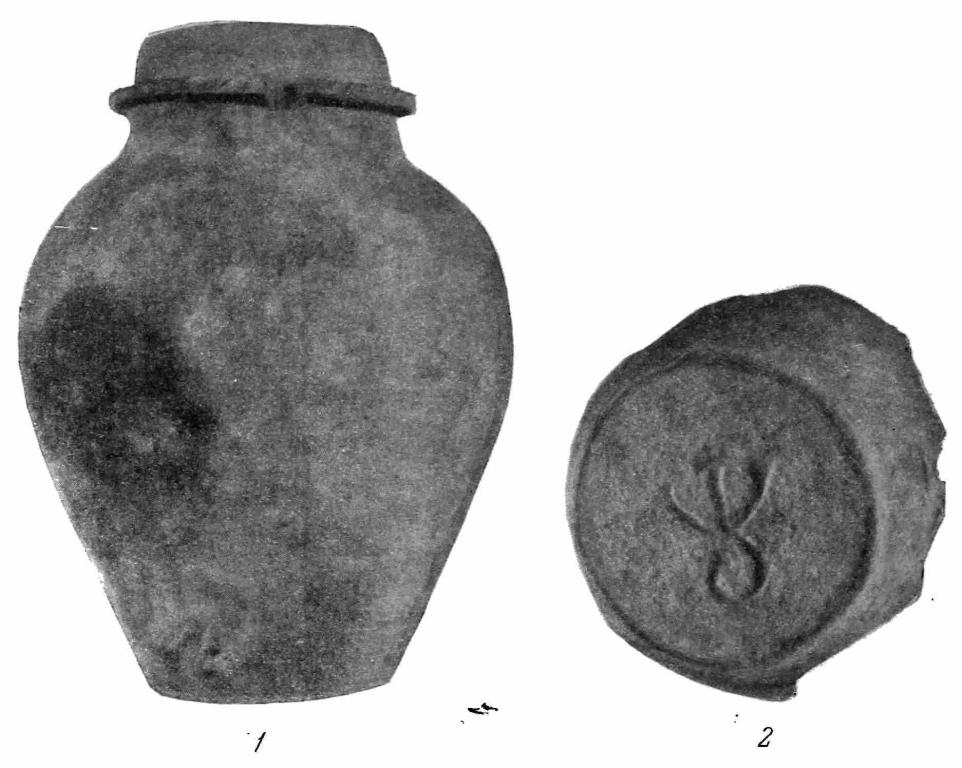
Гончарні вироби, знайдені під час арехологічних розкопок на давньоруському городищі в Колодяжному. 1 — посудина, 2 — днище посудини з клеймом у вигляді тризуба

Давньоруське городище Колодяжин XII-ХІІІ ст. ідентифікують як літописне місто Колодяжин. За припущенням Романа Юри, місто могло належати князю Роману Мстиславичу, який володів і сусіднім Кам'янцем.
Археологічне вивчення давньоруського городища в Колодяжному було проведене Волинською експедицією Інституту археології АН УРСР під керівництвом Володимира Гончарова впродовж п'яти літніх сезонів 1948—1950 і 1952—1953 рр..
Влітку 1948 р. на південно-західній околиці Колодяжного (правий берег Случі) також було вивлено давньоруське городище XI-ХІІ ст., яке слугувало сховищем без постійного населення. На північно-західній околиці Колодяжного (лівий берег Случі) зафіксовано ще одне давньоруське городище XII-ХІІІ ст.. Крім того, біля Колодяжного (правий берег Случі) було близько 60 курганів. Не виключено, що це могли бути залишки давньоруського могильника. Однак станом на середину XX ст. вони були вже повністю зорані і так ніким і не досліджувались.
Згадується в Галицько-Волинському літописі в оповіданні про монголо-татарську навалу, коли 1241 року був знищений військами Батия: 
| І прийшов він до города Колодяжна, і поставив дванадцять пороків. Та не міг він розбити стіни і став перемовляти людей. Вони тоді, послухавши злої ради його, здалися і самі перебиті були»[11] |
Археологічні розкопки підтвердили, що Колодяжин був повністю спалений, а його мешканці вбиті.